# Maria Ohisalo

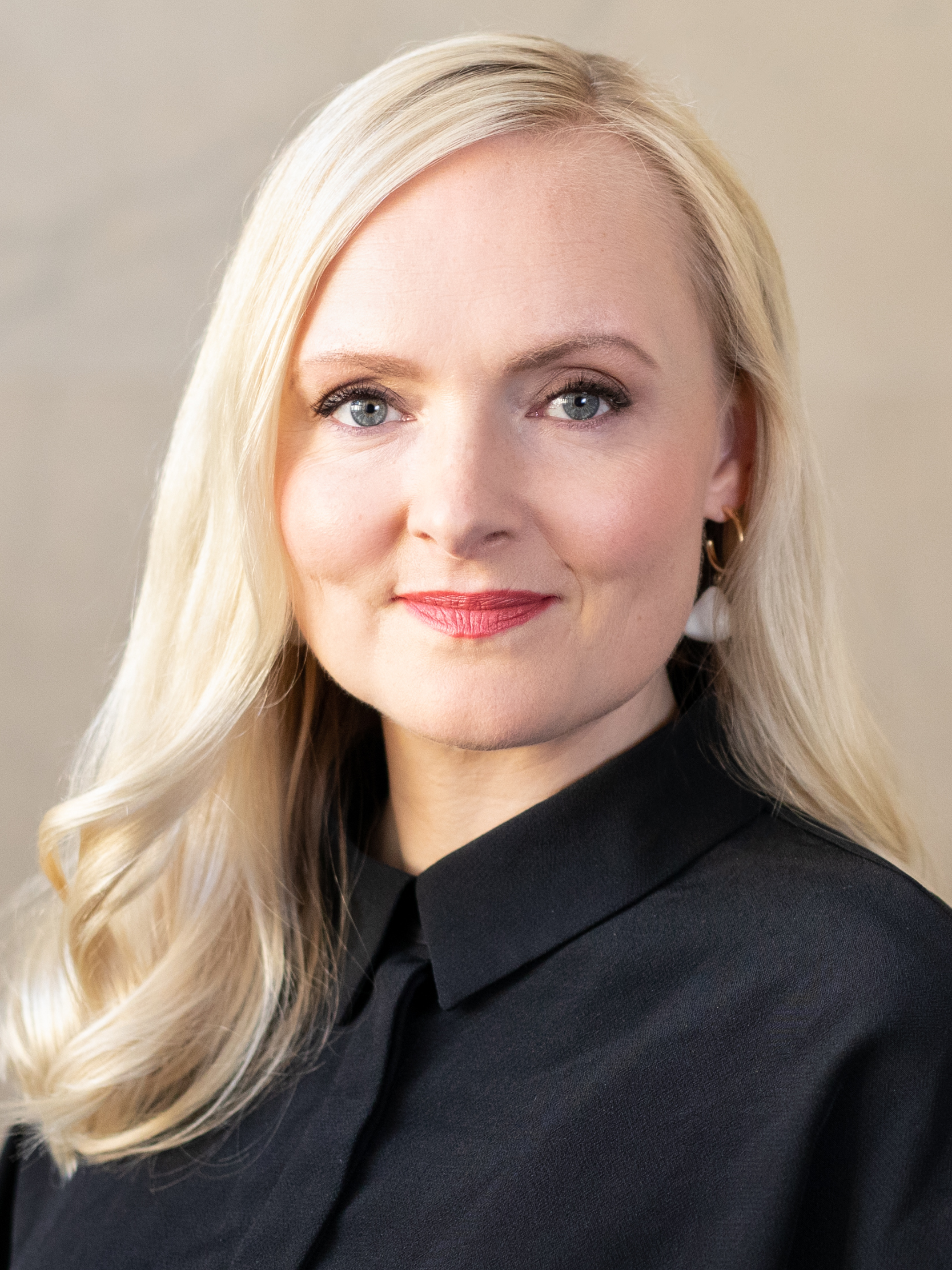
Maria Ohisalo, 2022

Maria Ohisalo (* 8. März 1985 in Helsinki) ist eine finnische Politikerin des Grünen Bundes (VIHR), dessen Vorsitzende sie von 2019 bis 2023 war. Seit Juli 2024 ist sie Mitglied des Europäischen Parlaments. Von Juni 2019 bis November 2021 war sie Innenministerin und von Juni 2022 bis Juni 2023 die Ministerin für Umwelt und Klimawandel ihres Landes.

## Leben
Nachdem Ohisalo 2004 ihre Schulzeit beendet hatte, begann sie Sozialwissenschaften an der Universität Helsinki zu studieren. Dieses Studium schloss sie 2011 mit einem Master ab. Seit 2017 hält sie einen Doktortitel in Soziologie, den sie an der Universität Ostfinnland erhielt. Sie arbeitete als Forscherin für die Stadt Helsinki sowie für die Universität Ostfinnland. Ihre Arbeit konzentriert sich vor allem auf Armutsforschung und Wohnungspolitik. Im Jahr 2017 wurde sie Mitglied des Stadtrates von Helsinki.
Bei der Parlamentswahl im April 2019 zog Ohisalo erstmals in das finnische Parlament ein. Am 6. Juni 2019 wurde sie zur Innenministerin im Kabinett Rinne ernannt. Wenige Tage darauf wurde sie am 15. Juni zur Vorsitzenden des Grünen Bundes gewählt, nachdem sie bereits ab 2015 dessen stellvertretende Vorsitzende war. Sie war die einzige Kandidatin für den Posten. Sie gehört zum linken Flügel ihrer Partei. Nach dem Rücktritt von Antti Rinne im Dezember 2019 übte Ohisalo ihr Amt als Innenministerin weiter im Kabinett Marin aus. Sie verließ die Regierung am 19. November 2021, als sie in Elternzeit ging. Am 7. Juni 2022 wurde sie zur Umwelt- und Klimaministerin im Kabinett Marin ernannt.
Bei der Parlamentswahl 2023 gelang ihr der Wiedereinzug in das finnische Parlament, ihre Partei verlor jedoch sieben Sitze. Sie kündigte daraufhin an, nicht erneut für den Posten als Parteivorsitzende zu kandidieren. Ihr folgte Sofia Virta als neue Parteivorsitzende. Am 20. Juni 2023 schied Ohisalo zudem aus dem Amt der Innenministerin aus und Kai Mykkänen wurde neuer Innenminister im Kabinett Orpo.
Bei der EU-Wahl 2024 trat sie auf dem zweiten Platz ihrer Parteiliste an und sie zog in das Europäische Parlament ein.

## Positionen
Ohisalo sprach sich im Februar 2020 dafür aus, elternlose Kinder aus dem griechischen Flüchtlingslager Moria in Finnland aufzunehmen.